# Куп Југославије у фудбалу 1979/80.
Куп Југославије у фудбалу у сезони 1979/80. је тридесетдруго такмичење за Пехар Маршала Тита.
У завршницу такмичења су се квалификовала 32  клуба из СФРЈ.
Победник Купа је постао Динамо Загреб, по шести пут у историји.

## Шеснаестина финала
| Утак. | Клуб               | Резултат    | Клуб                |
| ----- | ------------------ | ----------- | ------------------- |
| 1     | Белишће            | 1–1 (7–6 п) | Рад                 |
| 2     | Црвена звезда      | 2–0         | Вележ Мостар        |
| 3     | Будућност Титоград | 2–1         | Гробничан           |
| 4     | Црвенка            | 0–2         | Раднички Крагујевац |
| 5     | Динамо Загреб      | 2–1         | Галеника            |
| 6     | Сарајево           | 1–1 (4–2 п) | Ријека              |
| 7     | Леотар             | 0–0 (5–3 п) | Војводина           |
| 8     | Марибор            | 0–0 (5–4 п) | Олимпија Љубљана    |
| 9     | Осијек             | 2–1         | Напредак Крушевац   |
| 10    | Загреб             | 3–2         | ОФК Београд         |
| 11    | ОФК Кикинда        | 3–1         | Славен Белупо       |
| 12    | Партизан           | 2–1         | Хајдук Сплит        |
| 13    | Приштина           | 1–0         | Раднички Ниш        |
| 14    | Радник Бијељина    | 0–0 (4–2 п) | Вардар              |
| 15    | Слобода Тузла      | 3–1         | Жељезничар Сарајево |
| 16    | Сутјеска Никшић    | 1–1 (4–5 п) | Борац Бања Лука     |

## Осмина финала
| Утак. | Клуб                | Резултат    | Клуб               |
| ----- | ------------------- | ----------- | ------------------ |
| 1     | Борац Бања Лука     | 1–2         | Партизан           |
| 2     | Црвена звезда       | 4–0         | Приштина           |
| 3     | Леотар              | 0–0 (6–5 п) | Будућност Титоград |
| 4     | Марибор             | 3–2         | Белишће            |
| 5     | ОФК Кикинда         | 1–0         | Осијек             |
| 6     | Раднички Крагујевац | 2–3         | Сарајево           |
| 7     | Радник Бијељина     | 1–4         | Динамо Загреб      |
| 8     | Слобода Тузла       | 2–0         | Загреб             |

## Четвртфинале
| Утак. | Клуб        | Резултат    | Клуб          |
| ----- | ----------- | ----------- | ------------- |
| 1     | Сарајево    | 3–0         | Слобода Тузла |
| 2     | Марибор     | 1–2         | Црвена звезда |
| 3     | ОФК Кикинда | 1–0         | Леотар        |
| 4     | Партизан    | 1–1 (6–7 п) | Динамо Загреб |

## Полуфинале
| Утак. | Клуб          | Резултат    | Клуб          |
| ----- | ------------- | ----------- | ------------- |
| 1     | Динамо Загреб | 3–1         | ОФК Кикинда   |
| 2     | Сарајево      | 0–0 (1–4 п) | Црвена звезда |

## Финале

### Прва утакмица
| Клуб                                     | Резултат | Клуб |
| ---------------------------------------- | --- | --- |
| Динамо Загреб                            | 2 - 1 | Црвена звезда |
| Датум                                    | 14. мај, 1980. | 14. мај, 1980. |
| Стадион                                  | Стадион Максимир, Загреб | Стадион Максимир, Загреб |
| Гледалаца                                | 50.000 | 50.000 |
| Судија                                   | Ребац, Мостар | Ребац, Мостар |
| Динамо Загреб (тренер: Влатко Марковић)  | Томислав Ивковић, Исмет Хаџић, Бранко Туцак, Џемал Мустеданагић, Мартин Куртела, Срећко Богдан, Златко Крањчар, Рајко Јањанин (' Марио Бонић), Стјепан Деверић, Драган Бошњак, Марко Млинарић (' Милан Ћаласан)                 | Томислав Ивковић, Исмет Хаџић, Бранко Туцак, Џемал Мустеданагић, Мартин Куртела, Срећко Богдан, Златко Крањчар, Рајко Јањанин (' Марио Бонић), Стјепан Деверић, Драган Бошњак, Марко Млинарић (' Милан Ћаласан)                 |
| Црвена звезда (тренер: Бранко Станковић) | Живан Љуковчан, Златко Крмпотић, Милан Јовин, Бошко Ђуровски, Драган Милетовић, Душан Николић, Здравко Боровница, Милош Шестић, Душан Савић (' Недељко Милосављевић), Цвијетин Благојевић (' Зоран Филиповић), Сребренко Репчић | Живан Љуковчан, Златко Крмпотић, Милан Јовин, Бошко Ђуровски, Драган Милетовић, Душан Николић, Здравко Боровница, Милош Шестић, Душан Савић (' Недељко Милосављевић), Цвијетин Благојевић (' Зоран Филиповић), Сребренко Репчић |
| Стрелци                                  | 1-0 Крањчар 49' | 1-0 Крањчар 49' |

### Друга утакмица
| Клуб                                     | Резултат | Клуб |
| ---------------------------------------- | --- | --- |
| Црвена звезда                            | 1 - 1 | Динамо Загреб |
| Датум                                    | 24. мај, 1980. | 24. мај, 1980. |
| Стадион                                  | Стадион Црвене звезде, Београд | Стадион Црвене звезде, Београд |
| Гледалаца                                | 50.128 | 50.128 |
| Судија                                   | Едвард Шоштарић, Марибор | Едвард Шоштарић, Марибор |
| Црвена звезда (тренер: Бранко Станковић) | Живан Љуковчан, Златко Крмпотић, Милан Јовин, Иван Јуришић, Драган Милетовић, Душан Николић, Недељко Милосављевић, Милош Шестић, Душан Савић (' Бошко Ђуровски), Цвијетин Благојевић (' Зоран Филиповић), Сребренко Репчић | Живан Љуковчан, Златко Крмпотић, Милан Јовин, Иван Јуришић, Драган Милетовић, Душан Николић, Недељко Милосављевић, Милош Шестић, Душан Савић (' Бошко Ђуровски), Цвијетин Благојевић (' Зоран Филиповић), Сребренко Репчић |
| Динамо Загреб (тренер: Влатко Марковић)  | Томислав Ивковић, Исмет Хаџић, Бранко Туцак, Џемал Мустеданагић, Мартин Куртела, Срећко Богдан, Златко Крањчар, Петар Бручић (' Драго Думбовић), Стјепан Деверић, Драган Бошњак, Марко Млинарић                            | Томислав Ивковић, Исмет Хаџић, Бранко Туцак, Џемал Мустеданагић, Мартин Куртела, Срећко Богдан, Златко Крањчар, Петар Бручић (' Драго Думбовић), Стјепан Деверић, Драган Бошњак, Марко Млинарић                            |
| Стрелци                                  | 1-0 Филиповић 65' 1-1 Думбовић 71' | 1-0 Филиповић 65' 1-1 Думбовић 71' |